# Серхіо Каналес
Серхіо Каналес (ісп. Sergio Canales, нар. 16 лютого 1991, Сантандер) — іспанський футболіст, атакувальний півзахисник клубу «Монтеррей» та збірної Іспанії.
Володар Кубка Іспанії з футболу.

## Клубна кар'єра
Народився 16 лютого 1991 року в місті Сантандер. Вихованець футбольної школи клубу «Расінг». Дорослу футбольну кар'єру розпочав 2008 року в основній команді того ж клубу, в якій провів два сезони, взявши участь у 32 матчах чемпіонату.
Своєю грою за цю команду привернув увагу представників тренерського штабу клубу «Реал Мадрид», до складу якого приєднався 2010 року. Відіграв за королівський клуб наступні один сезон своєї ігрової кар'єри.
2011 року перейшов у оренду до клубу «Валенсія», у складі якого провів наступний рік своєї кар'єри гравця. Наступного року приєднався до клубу на постійній основі, проте не зіграв жодного матчу з того часу.
У 2014 році Серхіо Каналес підписав контракт з «Реал Сосьєдадом», за який він грав протягом 4 років. Після цього на правах вільного агента Каналес перейшов у «Реал Бетіс». Станом на 24 грудня 2021-го він відіграв за команду 117 матчів у чемпіонаті Іспанії.

## Виступи за збірні
2007 року дебютував у складі юнацької збірної Іспанії, взяв участь у 25 іграх на юнацькому рівні, відзначившись 5 забитими голами.
З 2011 року залучався до складу молодіжної збірної Іспанії. На молодіжному рівні зіграв у 10 офіційних матчах, забив 7 голів.

## Статистика виступів

### Статистика клубних виступів
| Сезон              | Клуб               | Чемпіонат          | Чемпіонат | Чемпіонат | Національний кубок | Національний кубок | Національний кубок | Континентальні кубки | Континентальні кубки | Континентальні кубки | Суперкубок | Суперкубок | Суперкубок | Усього | Усього |
| Сезон              | Клуб               | Ліга               | Ігор      | Голів     | Ліга               | Ігор               | Голів              | Ліга                 | Ігор                 | Голів                | Ліга       | Ігор       | Голів      | Ігор   | Голів  |
| ------------------ | ------------------ | ------------------ | --------- | --------- | ------------------ | ------------------ | ------------------ | -------------------- | -------------------- | -------------------- | ---------- | ---------- | ---------- | ------ | ------ |
| 2008–09            | «Расінг»           | ПД                 | 6         | 0         | КІ                 | 1                  | 0                  | КУЄФА                | 1                    | 0                    | -          | -          | -          | 8      | 0      |
| 2009–10            | «Расінг»           | ПД                 | 26        | 6         | КІ                 | 5                  | 1                  | -                    | -                    | 0                    | -          | -          | -          | 31     | 7      |
| Усього за «Расінг» | Усього за «Расінг» | Усього за «Расінг» | 32        | 6         |                    | 6                  | 1                  |                      | 1                    | 0                    |            | -          | -          | 39     | 7      |
| 2010–11            | «Реал Мадрид»      | ПД                 | 10        | 0         | КІ                 | 3                  | 0                  | ЛЧ                   | 2                    | 0                    | -          | -          | -          | 15     | 0      |
| 2011–12            | «Валенсія»         | ПД                 | 11        | 1         | КІ                 | 0                  | 0                  | ЛЧ                   | 0                    | 0                    | -          | -          | -          | 11     | 1      |
| Усього за кар'єру  | Усього за кар'єру  | Усього за кар'єру  | 53        | 7         |                    | 9                  | 1                  |                      | 3                    | 0                    |            | -          | -          | 65     | 8      |

## Титули і досягнення
- Володар Кубка Іспанії з футболу (1):

«Реал Мадрид»: 2010-11
- Володар Кубка Іспанії (1):

«Реал Бетіс»: 2021-22
Збірні
- Чемпіон Європи (U-17): 2008
- Чемпіон Європи (U-21): 2013
- Переможець Ліги націй УЄФА: 2022-23